# Chris Kelly (jazzmuzikant)
Chris Kelly (Plaque Mines Parish, circa 1890 - 19 augustus 1929) was een Amerikaans jazztrompettist die speelde in de vroege New Orleans-jazzscene. In de jaren twintig werkte hij regelmatig samen met klarinettist George Lewis. Van hem zijn geen foto's of plaatopnames bewaard gebleven.